# スーパーストーム
『スーパーストーム』（英: Superstorm）は、イギリスBBC Worldwide制作のドキュメンタリードラマ。
2007年4月15日から3週間にわたってBBC Oneで放送され、2007年7月にはイギリス国内でDVD化された。アメリカ・カナダでも2007年の夏にディスカバリーチャンネルにて放送された。日本では2007年9月にNHKで放送された。
2004年に放送されたドキュメンタリードラマ『スーパーボルケーノ』 (Supervolcano) と同じ制作チームが携わっており、監督・脚本ともにジュリアン・シンプソンが手がけた。
人工的にハリケーンの威力を弱めようという研究に取り組んでいるアメリカの実在の研究チームがモデルになっている。毎回ドラマ放送後にBBC Twoにて、The Science of Superstorms という科学番組が放映されていた。

## あらすじ
台風やハリケーンを人工的に操る技術の開発を目的に立ち上げられたアメリカ合衆国政府のプロジェクト "Stormshield"。
ハリケーンや台風のシーズン中に発生した、カテゴリー3（風速約50 - 58メートル）のハリケーン・グレースは徐々に勢力を拡大し始めていた。"Stormshield" の研究チームは、シミュレーションシステム『テンペスト』を使い、液体酸素や液体窒素などの冷却材を蒔くことで台風の目を消しハリケーンを弱体化させる可能性を探る。
しかし、シミュレーションの結果、冷却材投入がハリケーンを強大化させてしまう可能性も浮上してしまう。研究メンバーでさえもこのプロジェクトに懐疑的だったが、それでも小型の台風での実験のため、小型飛行機アガサが台風の目を消し去るべく出発した。この試みは一見成功したように見えたが、実験を続けるうちにこの台風の威力は強大になり、研究員の一人ラルフを乗せたアガサを飲み込んでしまう。この実験の直前、この機の搭乗をラルフに押し付けたサラは、ラルフの死に驚愕し打ちひしがれる。
その数週間後、恐れていたことが現実となる。大型ハリケーン・グレースがついにカテゴリー5（風速約70メートル以上）まで肥大化し、マイアミに進路をとり始めたのだった。

## キャスト
- サラ・ヒューズ - ニコラ・スティーブソン（声 - 唐沢潤）
- カッツェンバーグ - トム・サイズモア（声 - 野島昭生）
- ダン・エイブラムス - クリス・ポッター（声 - 安原義人）
- ランス・レズニック - J．R．ボーン（声 - 咲野俊介）
- ホリー - シャナ・カーペンター（声 - 小林さやか）
- ウォレス - モーリー・チェイキン（声 - 内海賢二）
- ミュニッシュ - キャス・アンバー（声 - 村治学）
- ラルフ・ドゥヴィット - ニコラス・ライト